# Cristina Scabbia
 (avril 2015).
Si vous disposez d'ouvrages ou d'articles de référence ou si vous connaissez des sites web de qualité traitant du thème abordé ici, merci de compléter l'article en donnant les références utiles à sa vérifiabilité et en les liant à la section « Notes et références ».
Cristina Adriana Chiara Scabbia, née le 6 juin 1972 à Milan en Italie, est une chanteuse italienne du groupe de metal gothique italien Lacuna Coil. Influencée par Led Zeppelin, AC/DC, Type O Negative, Depeche Mode et la musique traditionnelle italienne, c'est au milieu des années 1990 qu'elle se lance dans l'aventure Lacuna Coil.

## Biographie
Elle commence sa carrière en 1991 en assurant des chœurs dans les tournées de divers artistes et groupes. Elle rencontre Andrea Ferro et Marco Coti Zelati dans un club, et ils décident ensemble de créer un groupe, qu'ils nomment Ethereal. Une fois signé chez Century Media, le groupe change son nom en Lacuna Coil, un groupe grec signé chez Century Media portant déjà le nom de Ethereal. 
En 2007, Cristina Scabbia chante en duo avec Dave Mustaine pour la chanson À tout le monde (Set Me Free) disponible sur l'album United Abominations de Megadeth. Elle participe aussi à l'album Worlds Collide d'Apocalyptica sur la chanson S.O.S. (Anything But Love).
En 2008, elle prête sa voix pour une autre version de Watch Over You, chanson avec Alter Bridge.
En 2013, elle participe en tant qu'invitée à l'album The Theory of Everything du projet Ayreon. Elle y interprète le personnage de The Mother.
En 2016, elle prête sa voix dans une chanson de Schiller nommée « I Breathe » sur l’album Future.
En 2017, elle chante avec le groupe italien Genus Ordinis Dei sur une chanson de leur nouvel album Great Olden Dynasty intitulée « Salem ».
En mars 2018, Cristina Scabbia est annoncée comme le nouveau jury de la version italienne de l'émission The Voice of Italy.
En 2023, elle participe à la B.O du jeu "Metal Hellsinger" avec le titre "Dream of the Beast"[réf. souhaitée].
En 2024, elle participe à la musique secrète de la carte "Liberty Falls" du jeu Call of Duty: Black Ops 6 avec le titre "Destroy Something Beautiful"[réf. souhaitée].